# Wojna. Z teki Grottgera (poemat Marii Konopnickiej)

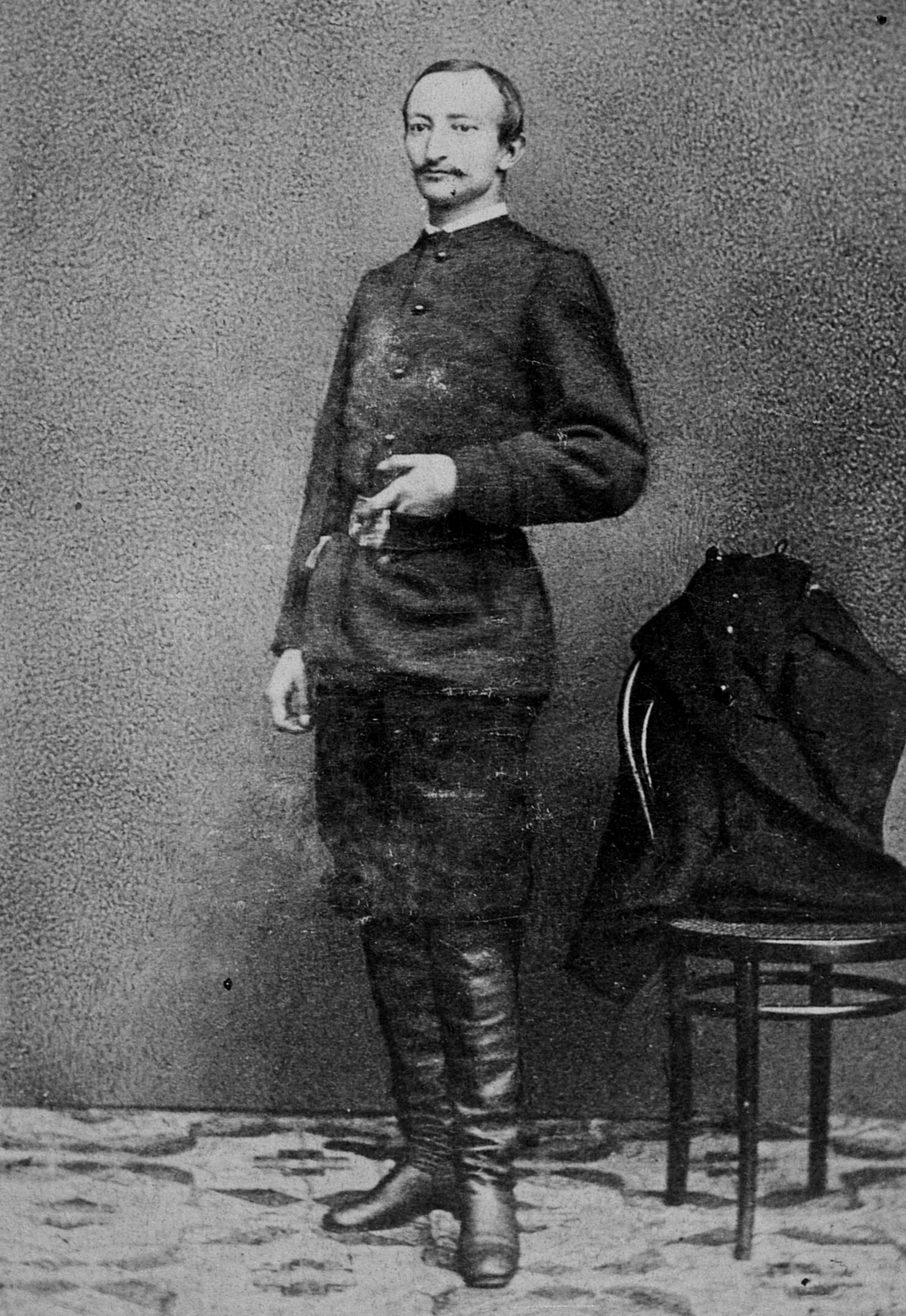
Artur Grottger, fotografia

Wojna. Z teki Grottgera – poemat Marii Konopnickiej, będący nawiązaniem do cyklu grafik Artura Grottgera poświęconych Powstaniu styczniowemu. Utwór jest napisany jedenastozgłoskowcem, ułożonym stychicznie lub w sekstyny ababcc.
O smętnej mowy i cichego lica
Pani! O pani zadumanych oczu!
Czy ty pamiętasz ten promień księżyca,
Co się na szaty twojej kładł przezroczu
I do stóp twoich padał, drżący cały,
Mniej od nich srebrny i mniej od nich biały?